# Tractatus Astrarii
Tractatus Astrarii (рус. Трактат о светилах) — средневековая рукопись конца XIV века. Написана итальянским врачом и учёным Джованни де Донди, вышла в свет в 1389 году. В своей работе Джованни оставил точные описания сложного устройства, которое он изготовил в промежутке между 1348 и 1364 годами и назвал «Астрариум».
Книга написана на средневековой латыни, поэтому понимание представленного в ней текста составляет определённую трудность. Эта проблема была решена в переизданиях книги. К примеру, издание 1960 года содержит в себе три части. В первой из них располагаются комментарии к устройству — Астрариуму. Во второй части содержится переработка оригинального текста манускрипта на средневековой латыни (то есть текст, перепечатанный современным типографическим латинским шрифтом). Третья часть является собранием фотографий страниц манускрипта и содержит в себе также иллюстрации. В своей работе Джованни де Донди обозначал цифрами не страницы, а листы. У каждого листа есть лицевая и оборотная сторона — recto и verso соответственно. Этот же порядок нумерации сохранён в переизданиях.

## Астрариум
Астрариум — это сложные астрономические часы, совмещавшие в себе функции современного планетария, часов и календаря. С середины XX века европейскими мастерами создаются реконструированные версии часов Джованни де Донди. Все они стали возможными лишь благодаря сохранившейся рукописи автора часов, так как оригинал данного устройства не дожил до наших дней. Tractatus Astrarii переиздавался два раза: первый — в 1960 году Ватиканской апостольской библиотекой, второй — в 2003 году швейцарским издательством «Дро» (Droz).
- Страница Tractatus Astrarii с изображением календарного колеса, управляющего дисками планет и приводимого в движение гирями
- Издание Tractatus Astrarii 1960 года[7]
- Астрариум, описываемый в рукописи — реконструкция итальянского мастера Карло Кроче[4]
- Диаграмма Астрариума из авторской рукописи
- Штыревой спусковой механизм часов — иллюстрация из авторской рукописи